# Mavinahalli, Gubbi
Mavinahalli là một làng thuộc tehsil Gubbi, huyện Tumkur, bang Karnataka, Ấn Độ.